# 埃娃·拉松
埃娃·拉松（瑞典語：Eva Larsson，1973年2月27日—），瑞典女子足球运动员，场上位置是守门员。她曾入选1996年夏季奥林匹克运动会瑞典女子足球队阵容，但并未上场参赛。